# Martin Dúbravka
Martin Dúbravka (Zsolna, 1989. január 15. –) szlovák válogatott labdarúgó, a Burnley játékosa.

## Pályafutása

### Klubcsapatban
Dúbravka 2009. május 26-án, egy 5-2-es hazai győzelem alkalmával mutatkozott be a szlovák élvonalban a Dubnica csapata elleni mérkőzésen. A következő szezonban Dušan Perništ megelőzve ő lett a Žilina első számú kapusa. Huszonhat bajnokin állt a kapu előtt, az idény végén pedig bajnoki címet ünnepelhetett. Ekkor több klub érfeklődött iránta, de maradt a Zsilinánál. Szerepelt a Bajnokok Ligája főtábláján a 2010-2011-es szezonban, a Sparta Praha elleni play-off mérkőzés egyik legjobbja volt, kapott gól nélkül hozta le a párharcot a cseh csapat ellen. 2014. január 30-án a dán Esbjerghez igazolt.
2016 júliusában csatlakozott a cseh Slovan Liberechez. Egy idény múlva, 2017 júniusában a Sparta Praha igazolta le, Dúbravka hároméves szerződést írt alá.
2018 januárjában az angol Premier League-ben szereplő Newcastle United érdeklődött a játékjogáért. 2018. január 31-én, a téli átigazolási nap utolsó napján, fél évre írt alá és kölcsönbe került az angol klubhoz, amely opciós jogot szerzett a megvásárlására. Február 11-én debütált új klubjában a Manchester United elleni bajnokin, ahol több bravúrral járult hozzá csapata 1-0-s győzelméhez. A szezon végén a Newcastel élt opciós jogával és végleg megvásárolta játékjogát a Spartahtól.
2022 szeptemberében a Manchester United kölcsönbe leigazolta a játékost a szezon végéig, de a Newcastle mindössze két ligakupa-szereplés után januárban visszahívta.
2025. augusztus 7-én egyéves szerződést írt alá a Burnley csapatával.

### A válogatottban
2014. május 23-án mutatkozott be a szlovák válogatottban, egy Montenegró elleni 2-0-ra megnyert mérkőzésen. 2017 január 12-én egy Svédország elleni felkészülési találkozón 6-0-s vereséget szenvedtek, úgy hogy Dúbravka volt a csapat kapitánya és egyben legrutinosabb játékosa is. A 2018-as világbajnoki selejtezőkön is ő védett ezt követően, Skócia ellen több bravúrt is bemutatott, végül Martin Škrtel öngólja miatt mégis a skótok nyerték a mérkőzést.

## Sikerei, díjai
Žilina
- Szlovák bajnok: 2009–10, 2011–12
- Szlovák szuperkupa-győztes: 2010

Manchester United
- Angol ligakupa: 2022–23

Newcastle United
- Angol ligakupa: 2024–25